# Barrio de San José, Chihuahua
Barrio de San José är en ort i Mexiko.   Den ligger i kommunen Guerrero och delstaten Chihuahua, i den nordvästra delen av landet, 1 300 km nordväst om huvudstaden Mexico City. Barrio de San José ligger 1 993 meter över havet och antalet invånare är 248.
Terrängen runt Barrio de San José är huvudsakligen platt, men norrut är den kuperad. Runt Barrio de San José är det mycket glesbefolkat, med 7 invånare per kvadratkilometer. Närmaste större samhälle är Calera, 19,2 km sydost om Barrio de San José. Trakten runt Barrio de San José består till största delen av jordbruksmark.